# Дејан Миладиновић
 Дејан Миладиновић (Београд, 2. децембар 1948 — Београд, 3. август 2017) био је српски магистар театролошких наука, позоришни редитељ и директор Опере Народног позоришта у Београду (2012—13) и ванредни професор глуме и оперског студија на Факултету музичке уметности у Београду.

## Биографија
Рођен је 1948. године у Београду, где је завршио основну школу, Класичну гимназију, а након тога и музичку школу „Јосип Славенски”. Академију за позориште, филм, радио и ТВ (1965—1971) у класи Вјекослава Афрића. Дебитовао је дипломском представом Јелисаветини љубавни јади због молера М. Јелића у Атељеу 212. На Одсеку театрологије Факултета драмских уметности у Београду, од 1974. до 1976. године, завршио је и постдипломске студије. Делови магистарског рада Развој оперске режије у Београду и Новом Саду од 1919. до 1975. године објављени су 1978. у „Театрону“, бр. 7 и 12.
Његов отац био је Душан Миладиновић, српски диригент-маестро, композитор и професор Музичке академије у Београду у Београду и дугогодишњи диригент и директор Опере Народног позоришта у Београду. Дејанова Мајка била је Милица Миладиновић, српска музичарка, првакиња Опере Народног позоришта у Београду.
Преминуо је 3. августа 2017. године у Београду, а сахрањен је у Алеји заслужних грађана на Новом гробљу.

## Каријера
Први професионални ангажман засновао је у Српском народном позоришту у  Новом Саду као редитељ опере (20. март 1973 — 31. децембар 1977.) и редитељ драме (1. јануар 1978. – 30. септембар 1978). Као редитељ опере у Народном позоришту у Београду запослио се 1. октобра 1978. и у њему остао до средине 1995. године. Од 15. јула 1995. до 1. октобра 2001. био је ванредни професор глуме и оперског студија на Факултету музичке уметности у Београду. У Српском народном позоришту је поново био директор опере од 16. новембра 2005. до 15. октобра 2006. године, када је постао уметнички директор Опере и театра Мадленијанум у Београду. На чело Опере Народног позоришта у Београду поново је стао септембра 2012. и на том месту остао до одласка у пензију, децембра 2013. године.
Као гостујући редитељ режирао је у операма у Загребу, Сарајеву, Скопљу и Осијеку, а представе Српског народног позоришта у његовој режији извођене су на гостовањима широм земље, као и у Румунији, Мађарској и Египту. За неке своје режије урадио је и сценографију (Беле ноћи, Еквиноциј), а бавио се и компоновањем сценске музике (Италијански сламни шешир, Освајач, Шума), превођењем (Порги и Бес) и писањем либрета (Моћ врлине Куљерићa, Прометеј Бручиja, Мандрагола Јевтићa, Весели попови банатски Деспићa, In Hoc Signo Фрисинe...).
Био је и уметнички саветник за велике сценске пројекте Центра „Сава“ у Београду. Пет година је, по позиву, био професор и уметнички директор оперског позоришта школе уметности „Медоуз“ на Јужнометодистичком универзитету у Даласу. Две године је био и ванредни професор глуме и режије на школи за музику „Торнтон“ Универзитета Јужне Калифорније у Лос Анђелесу, као и редитељ и професор глуме у оперском студију „Борислав Поповић“ у Београду.
Текстове на тему оперске режије објављивао је у многим домаћим и иностраним часописима. Одликовао  се, осим високом професионалношћу, и тежњом да у оперску режију унесе елементе драмске игре ослобођене патетичног геста и мимике (Кнез Игор, Мадам Батерфлај, Самсон и Далила). Уз солисте и драмске глумце, користећи велику масу хора и балета, остварио је снажну и импресивну сценску визију музичке поеме Јама. Успешно је режирао и поетске сценске реситале.
Jедан je од српских најуспешнијих оперских редитеља који је режирао у многим оперским кућама у иностранству (Њујорк, Лос Анђелес, Атланта, Далас, Балтимор, Сијетл, Детроит, Милвоки, Сан Дијего, Колумбус, Хонолулу, Ванкувер, Винипег, Едмонтон...). У својој каријери поставио је на сцену преко 150 представа. Добитник је неколико награда за режију (БАП, БРАМС, Анале ’78).